# I livets vår hur skönt att få
I livets vår hur skönt att få är en psalmtext av Lina Sandell-Berg.  Psalmen har tre sex-strofiga verser. I Svenska Missionsförbundets sångbok 1920 står i registret att Joël Blomqvist diktat texten. Däremot står L. S. i anslutning till psalmen. Melodin är komponerad av J. A. Josephson och sången ska sjunga något raskt i meterklass 1. 1. 6.

## Publicerad i
- Svensk söndagsskolsångbok 1908 nr 172 under rubriken "Jesu efterföljelse".
- Svenska Missionsförbundets sångbok 1920 nr 584 under rubriken "Ungdomsmission".
- Svensk söndagsskolsångbok 1929 nr 126 under rubriken "Jesu efterföljelse"
- Sionstoner 1935 som nr 599 under rubriken "Ungdom".